# الأميرة إليزابيث أميرة المملكة المتحدة
الأميرة إليزابيث أميرة المملكة المتحدة (بالإنجليزية: Elizabeth of the United Kingdom)‏ (22 مايو 1770 - 10 يناير 1840) كانت الطفلة السابعة والإبنه الثالثة للملك جورج الثالث والملكة شارلوت مكلنبورغ.